# Vienne-le-Château
Pour les articles homonymes, voir Vienne.
Vienne-le-Château est une commune française, située dans le département de la Marne en région Grand Est.

## Géographie

### Localisation

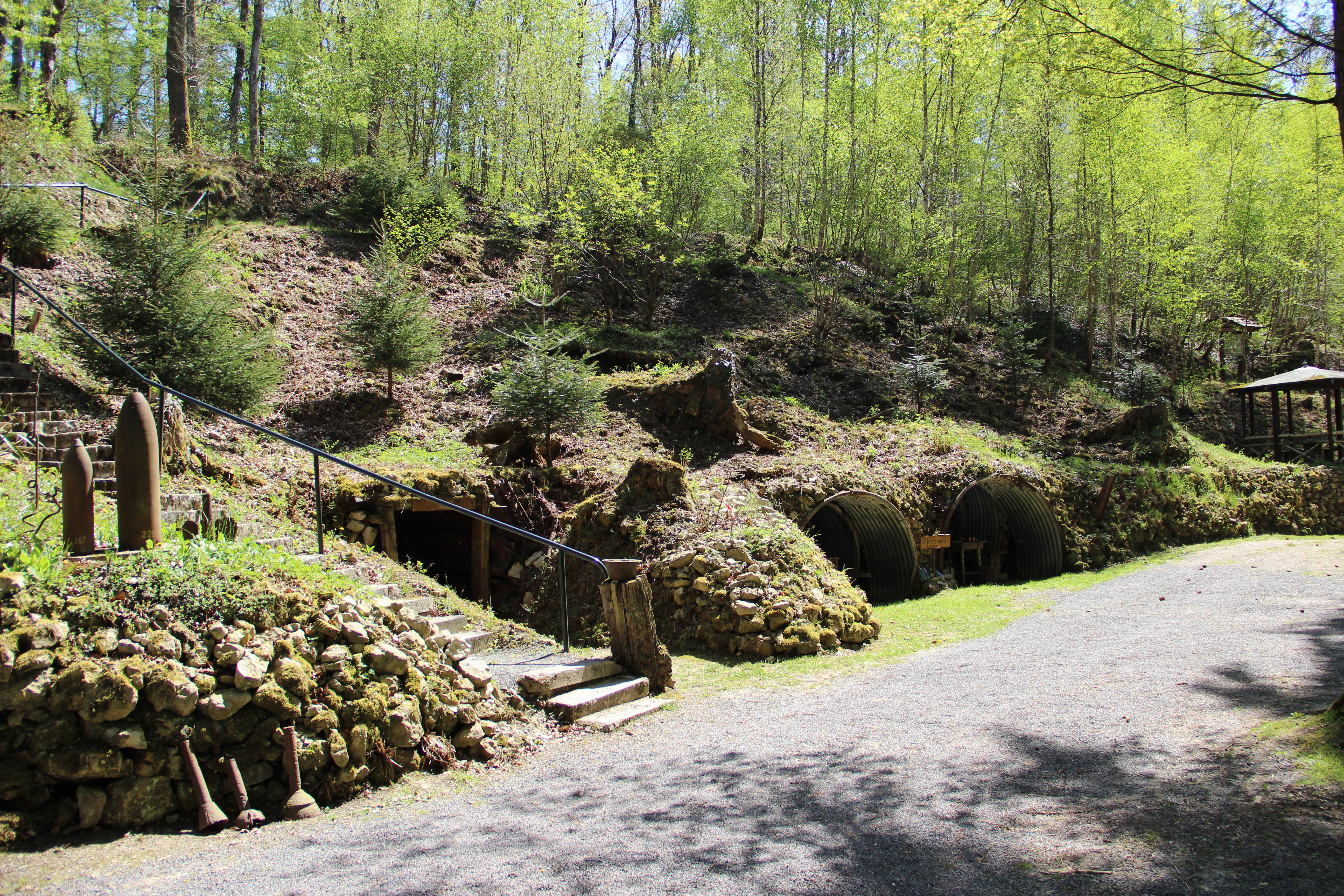
Le Camp de la Vallée Moreau, dans la forêt d'Argonne au nord de Vienne-le-Château.

Vienne-le-Château se trouve au nord-est du département de la Marne, en région Grand Est, à la limite avec les départements des Ardennes la Meuse. La commune appartient à la région agricole de l'Argonne. Elle s'étend sur une superficie de 5 136 hectares. C'est ainsi la 7e commune la plus étendue de la Marne (sur un total de 611 communes).
Sur son territoire, l'altitude varie de 121 à 259 mètres. La vallée de la Biesme coupe le territoire en deux. Au sud, se trouve la forêt domaniale des Hauts Bâtis, qui culmine à 231 mètres au sud-est. Au nord, se trouvent plusieurs bois de la forêt d'Argonne (Bois Communaux, Bois de la Gruerie, Bois Parent, etc.). Au sein de la forêt d'Argonne, au nord-est de la commune, l'altitude dépasse les 250 mètres.
Le village de Vienne-le-Château est situé à l'ouest de la commune, dans la vallée de la Biesme, rivière qui traverse d'ailleurs le village. Deux hameaux se trouvent également dans la vallée : la Harazée plus à l'est, à la confluence entre la Biesme et le ruisseau de la Fontaine aux Charmes, et la Renarde au sud-ouest sur la route de Vienne-la-Ville. Les hameaux la Plcardelle et la Seigneurie se situent au centre de la commune, avant la forêt des Hauts Bâtis.
Par la route, Vienne-le-Château se situe à 61 km de Châlons-en-Champagne, préfecture de la Marne, à 51 km de Verdun, sous-préfecture de la Meuse, à 32 km de Vouziers, sous-préfecture des Ardennes, et à 14 km de Sainte-Menehould, bureau centralisateur du canton d'Argonne Suippe et Vesle dont dépend Vienne-le-Château depuis 2015. La commune fait en outre partie du bassin de vie de Sainte-Menehould.
Vienne-le-Château est limitrophe de 11 communes :
| Servon-Melzicourt       | Binarville        | Apremont, Montblainville, Varennes-en-Argonne |
| Saint-Thomas-en-Argonne | Vienne-le-Château | Boureuilles                                   |
| Vienne-la-Ville         | Moiremont         | Lachalade, Florent-en-Argonne                 |

### Hydrographie
La commune est dans la région hydrographique « la Seine du confluent de l'Oise (inclus) à l'embouchure » au sein du bassin Seine-Normandie. Elle est drainée par l'Aisne, la Biesme, le ruisseau de la Fontaine Moreau, le cours d'eau 01 de la Dorée, le cours d'eau 01 des Hairemonts, le ru le Court, le ruisseau de Bocofontaine, le ruisseau de la Fontaine au Mortier, le ruisseau de la Fontaine aux Charmes, le ruisseau de la Fontaine des Meurissons, le ruisseau de la Fontaine Madame, le ruisseau de l'Homme Mort, le ruisseau des Emeilots, le ruisseau des Marotines et divers autres petits cours d'eau,.
L'Aisne est un  cours d'eau naturel navigable de 256 km de longueur, traversant les cinq départements Meuse, Marne, Ardennes, Aisne, Oise. Elle est un affluent de rive gauche de l'Oise, ce qui fait d'elle un sous-affluent de la Seine. 
La Biesme, d'une longueur de 28 km, prend sa source dans la commune de Beaulieu-en-Argonne et se jette  dans l'Aisne à Saint-Thomas-en-Argonne, après avoir traversé neuf communes. Les caractéristiques hydrologiques de la Biesme sont données par la station hydrologique située sur la commune de Vienne-le-Château. Le débit moyen mensuel est de 0,869 m3/s. Le débit moyen journalier maximum est de 25,7 m3/s, atteint lors de la crue du 15 juillet 2021. Le débit instantané maximal est quant à lui de 35,7 m3/s, atteint le même jour.
Un plan d'eau complète le réseau hydrographique : l'étang de Houyette (1,4 ha),.

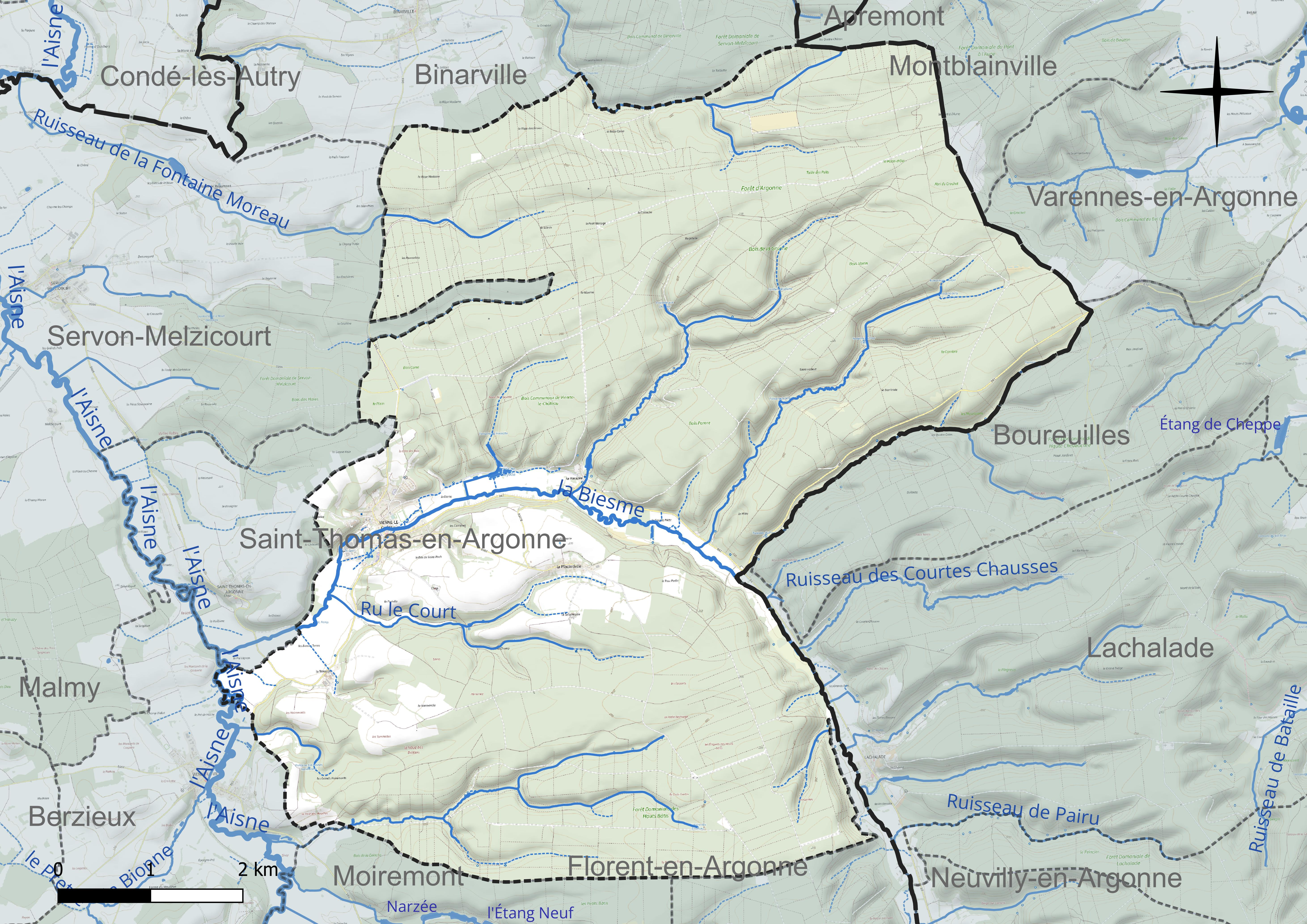
Réseau hydrographique de Vienne-le-Château.

### Climat
Pour des articles plus généraux, voir Climat du Grand Est et Climat de la Marne.
En 2010, le climat de la commune est de type climat de montagne, selon une étude du Centre national de la recherche scientifique s'appuyant sur une série de données couvrant la période 1971-2000. En 2020, Météo-France publie une typologie des climats de la France métropolitaine dans laquelle la commune est exposée à un climat océanique altéré et est dans une zone de transition entre les régions climatiques « Nord-est du bassin Parisien » et « Lorraine, plateau de Langres, Morvan ». 
Pour la période 1971-2000, la température annuelle moyenne est de 10,1 °C, avec une amplitude thermique annuelle de 15,8 °C. Le cumul annuel moyen de précipitations est de 861 mm, avec 12,9 jours de précipitations en janvier et 9,3 jours en juillet. Pour la période 1991-2020, la température moyenne annuelle observée sur la station météorologique de Météo-France la plus proche, « Montcheutin_sapc », sur la commune de Montcheutin à 12 km à vol d'oiseau, est de 11,0 °C et le cumul annuel moyen de précipitations est de 721,9 mm. 
La température maximale relevée sur cette station est de 41,2 °C, atteinte le 25 juillet 2019 ; la température minimale est de −15,5 °C, atteinte le 20 décembre 2009,,. 
Les paramètres climatiques de la commune ont été estimés pour le milieu du siècle (2041-2070) selon différents scénarios d'émission de gaz à effet de serre à partir des nouvelles projections climatiques de référence DRIAS-2020. Ils sont consultables sur un site dédié publié par Météo-France en novembre 2022.

## Urbanisme

### Typologie
Au 1er janvier 2024, Vienne-le-Château est catégorisée commune rurale à habitat dispersé, selon la nouvelle grille communale de densité à sept niveaux définie par l'Insee en 2022.
Elle est située hors unité urbaine. Par ailleurs la commune fait partie de l'aire d'attraction de Sainte-Menehould, dont elle est une commune de la couronne,. Cette aire, qui regroupe 50 communes, est catégorisée dans les aires de moins de 50 000 habitants,.

### Occupation des sols
L'occupation des sols de la commune, telle qu'elle ressort de la base de données européenne d’occupation biophysique des sols Corine Land Cover (CLC), est marquée par l'importance des forêts et milieux semi-naturels (86,3 % en 2018), une proportion sensiblement équivalente à celle de 1990 (86,4 %). La répartition détaillée en 2018 est la suivante : 
forêts (86,3 %), terres arables (8 %), prairies (4,2 %), zones urbanisées (0,8 %), zones agricoles hétérogènes (0,6 %). L'évolution de l’occupation des sols de la commune et de ses infrastructures peut être observée sur les différentes représentations cartographiques du territoire : la carte de Cassini (XVIIIe siècle), la carte d'état-major (1820-1866) et les cartes ou photos aériennes de l'IGN pour la période actuelle (1950 à aujourd'hui).

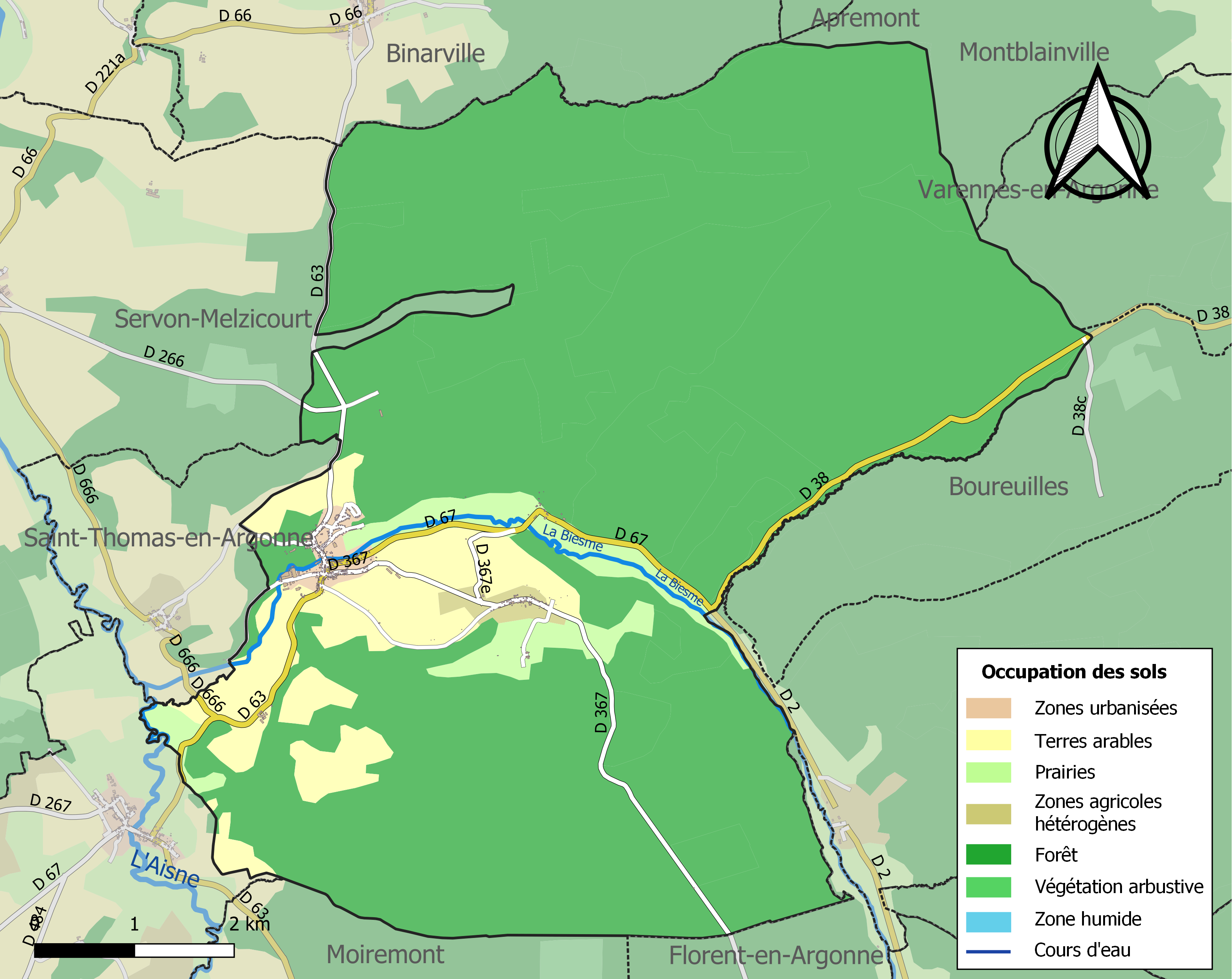
Carte des infrastructures et de l'occupation des sols de la commune en 2018 (CLC).

### Lieux-dits, hameaux et écarts
Sont mentionnés en gras les lieux-dits devenus célèbres lors de la guerre 1914-1918 :
Au-dessus du champ Tarelle, Au-dessus du Pont des Morts, Au-dessus du Ronchamp, Bagatelle, Bois Communaux Des Hauts Batis, Communaux de Vienne La Ville, Derrière les Enclos, Houyette, La Barraque Thomas, La Basse Placardelle, La Belle Epine, La Bretonne, La Caboche, La Cane, La Cane Des Hauts Batis, La Cannetiere, La Côte Barelle, La Côte Blanche, La Côte des Bois, La Côte Gilet, La Croix Gentin, La Culée Burgos, La Doree, La Filainerie, La Fontaine Moreau, La Fortelle, La Grande Corvée, La Grande Mite, La Gruerie, La Guernette, La Haie des Mouches, La Harazée, La Justice, La Louisonne, La Normandie, La Noue Boudet, La Noue des Diables, La Noue des Morts, La Noue La Truie, La Patte d'oie, La Petite Décharge, La Placardelle, La Râpe des Broies, La Râpe Madame, La Renarde, La Réserve, La Scierie, La Taille des Puits, La Tuilerie, La Vallée Du Ronchamp, La Viergette, La Voyette du Ronchamp, Le Bas de Saint Roch, Le Bas des Meurissons, Le Bois Carré, Le Champ des Balosses, Le Champ des Corbeaux, Le Champ Pérard, Le Champ Tarelle, Le Chemin de la Basse, Le Chemin du Milieu, Le Courru, Le Crochet, Le Fond de La Cane, Le Fossé Des Grandes Eaux, Le Fosse Robin, Le Four de Paris, Le Grand Jardin, Le Grand Raveau, Le Gué des Buses, Le Haut du Courru, Le Haut du Fossé Robin, Le Moulin des Prés, Le Petit Mariage, Le Plain, Le Poirier de la Vierge, Le Pont des Morts, Le Pré de Han, Le Ronchamp  Le Trou le Loup, Le Trou Perlin, Le Village, Les Basses Terres, Les Bois Communaux, Les Bois des Hauts Batis, Les Bois Parant, Les Bois Varin, Les Carrières, Les Étiquets, Les Étiquets des Hauts Batis, Les Grands Hairemonts, Les Hairemonts, Les Hauts Batis, Les Jardins du Grand Raveau, Les Jardins du Moulin, Les Longues Roies, Les Meurissons, Les Rousselets, Les Tommelles, Plaisance, Pont à l'aune, Saint Roch, Sarra, Royon : ancienne maladrerie figurant encore sur la carte de Cassini, 1208 'Leprosi de Roium, Roiuns' (Cartulaire de Moirempont, f° 416 r°), 'Roion', 1210 (ibid, C 12), 'Royon' 1392 (Arch. Nat., P 183, 73) (282), actuellement signalé comme disparu.

### Habitat et logement
En 2018, le nombre total de logements dans la commune était de 272, alors qu'il était de 275 en 2013 et de 283 en 2008.
Parmi ces logements, 77,8 % étaient des résidences principales, 7,3 % des résidences secondaires et 14,9 % des logements vacants. Ces logements étaient pour 92,7 % d'entre eux des maisons individuelles et pour 6,6 % des appartements.
Le tableau ci-dessous présente la typologie des logements à Vienne-le-Château en 2018 en comparaison avec celle de la Marne et de la France entière. Une caractéristique marquante du parc de logements est ainsi une proportion de résidences secondaires et logements occasionnels (7,3 %) supérieure à celle du département (2,9 %) et à celle de la France entière (9,7 %). Concernant le statut d'occupation de ces logements, 72 % des habitants de la commune sont propriétaires de leur logement (71,9 % en 2013), contre 51,7 % pour la Marne et 57,5 pour la France entière.
| Typologie                                               | Vienne-le-Château | Marne | France entière |
| ------------------------------------------------------- | ----------------- | ----- | -------------- |
| Résidences principales (en %)                           | 77,8              | 88,1  | 82,1           |
| Résidences secondaires et logements occasionnels (en %) | 7,3               | 2,9   | 9,7            |
| Logements vacants (en %)                                | 14,9              | 9     | 8,2            |

## Toponymie
Vienne-le-Château, agglomération plus tardive, a emprunté son nom Viasna à Vienne-la-Ville, sa voisine.
Les attestations suivantes sont extraites du Dictionnaire topographique du département de la Marne : 
- Viasna, 1074 (Gallia christiana, t. XI, instr. 156).
- Castellum Viennense, 1126 (arch. adm. de Reims, t. I, p. 281, note 1).
- Vianna, 1150 (dioc. anc. de Châl. t. I, p. 398).
- Castrum Viennense, 1154 (ibid..t. I, p. 329).
- Vienna, 1176 (pr. de S.-Thomas).
- Vienne, Vianne, Viane, Viaisne, v. 1222 (livre des vass. de Champ.).
- Viana, Viayne, 1303-1312 (arch. adm. de Reims, t. II p. 1101, 1102).
- Vienne-le-Chastel, 1415 (pr. de S.-Thomas).
- Vienne-le-Chasteau, 1629 (arch. nat. Q1 661).

La consultation des registres paroissiaux nous donne également aussi d'autre(s) variante(s) : Vienne-le-Chastiau, 1675 (arch. com., registre paroissial).
Au cours de la Révolution française, la commune porte provisoirement les noms de Vienne-le-Bourg et de Vienne-sur-Biesme.

## Histoire
Vienne-le-Château dépendait au Moyen Âge du comté puis duché de Bar-le-Duc. À partir du XVIIe siècle et jusqu'à la Révolution française, cette bourgade fait partie du Clermontois, démembrement du Barrois donné aux Condé. Au XVIIIe siècle, la seigneurie appartenait à Catherine de Rougé, duchesse d'Elbeuf, cousine par alliance de Louis XVI, qui fut une bienfaitrice.
Au XIXe siècle, Vienne-le-Château s'est distinguée par une activité industrielle, en particulier une usine de chaussons. Elle n'a cependant pu obtenir le passage de la ligne ferroviaire Châlons-Verdun.
- Vienne-le-Château au tout début du XXe siècle

"Vienne-le-Château
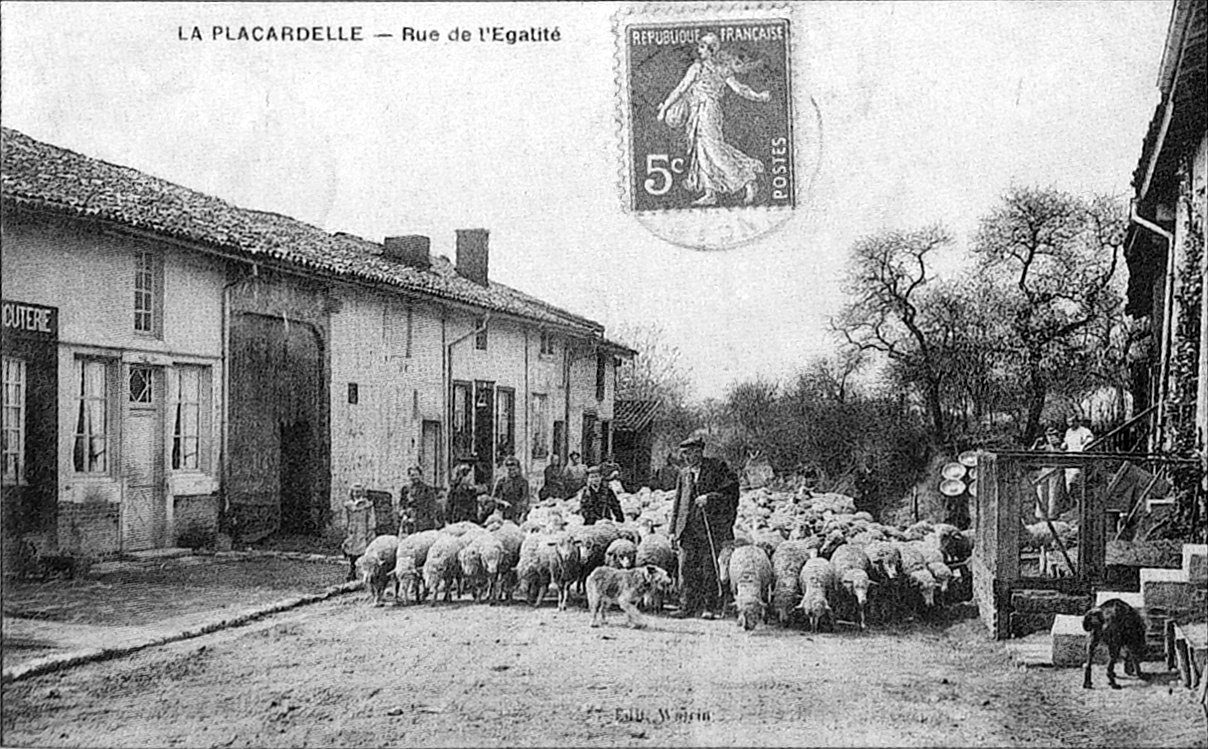
La Placardelle, rue de l'Égalité.
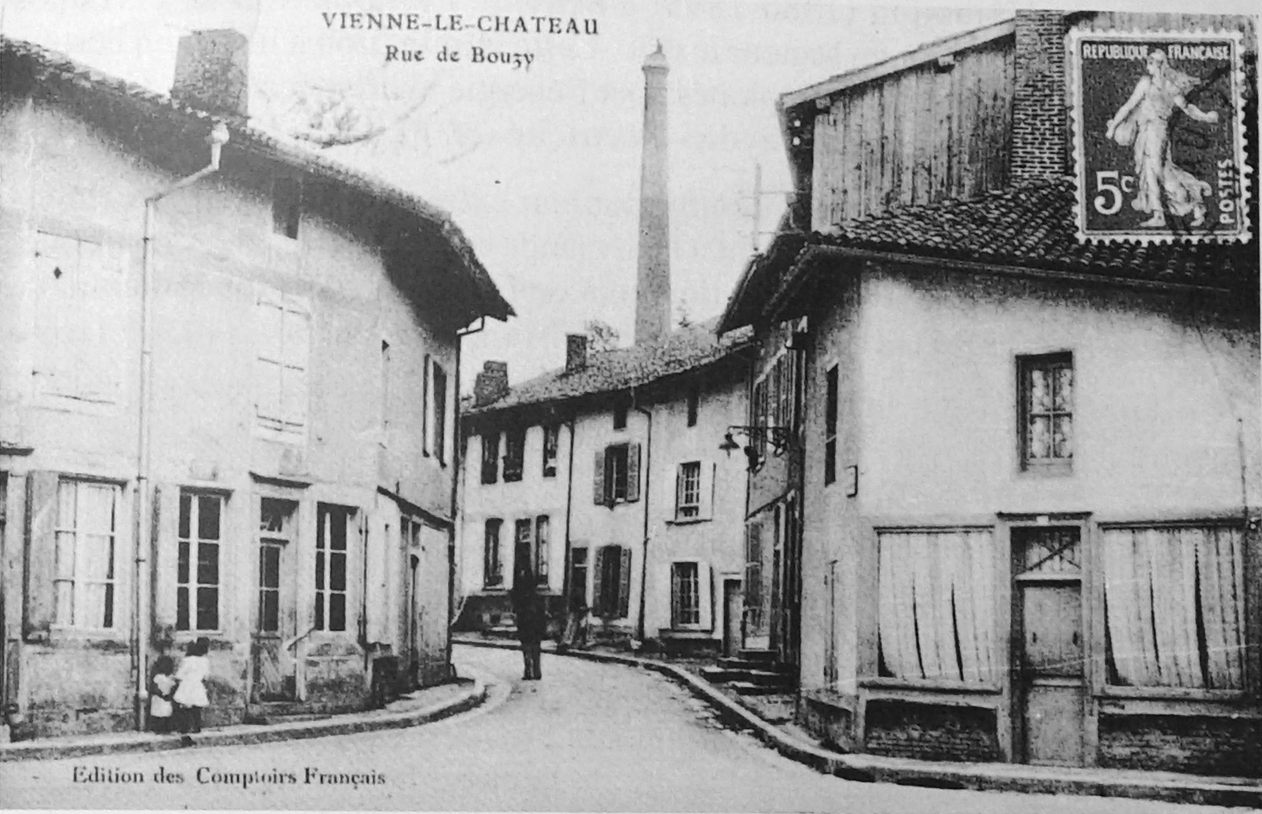
Rue de Bouzy.
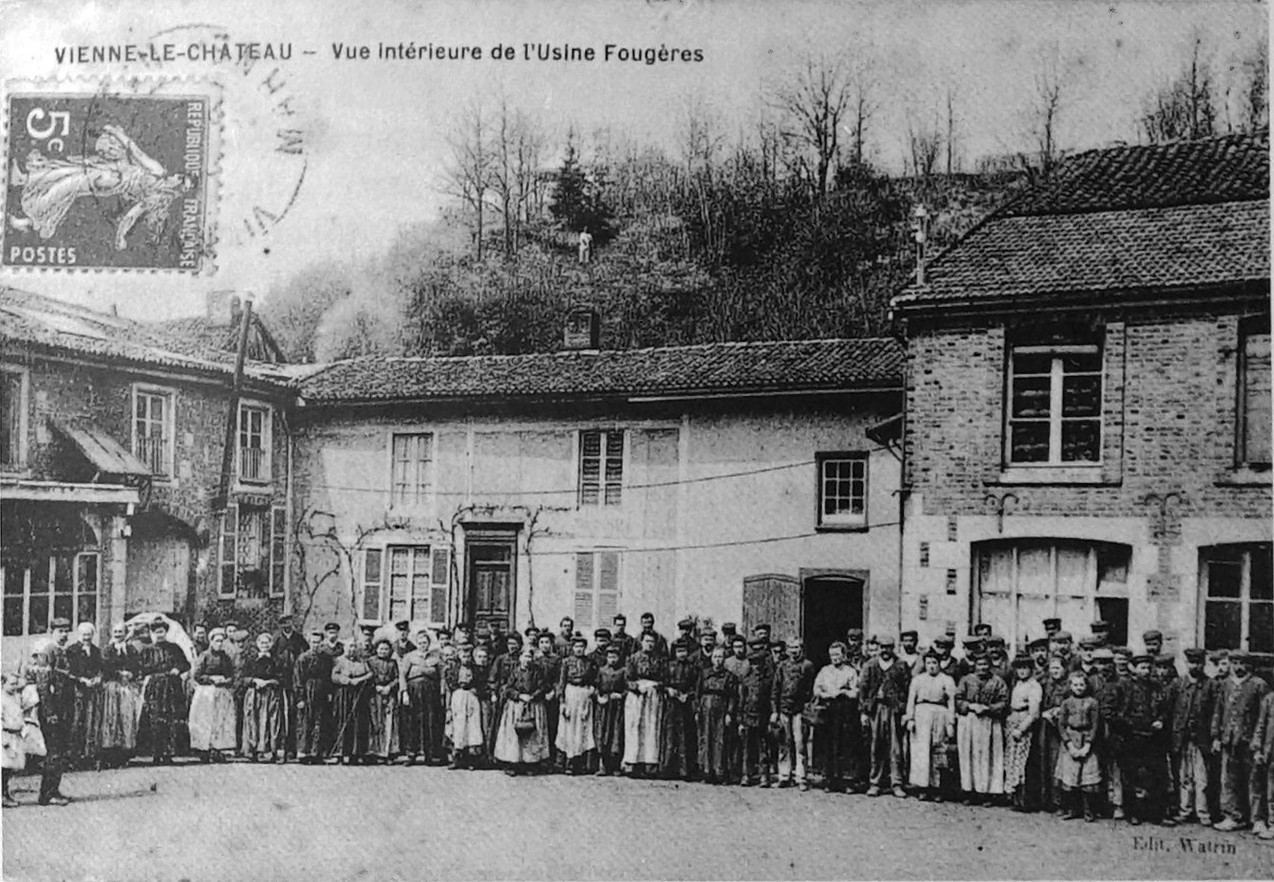
Vue intérieure de l'Usine Fougères,
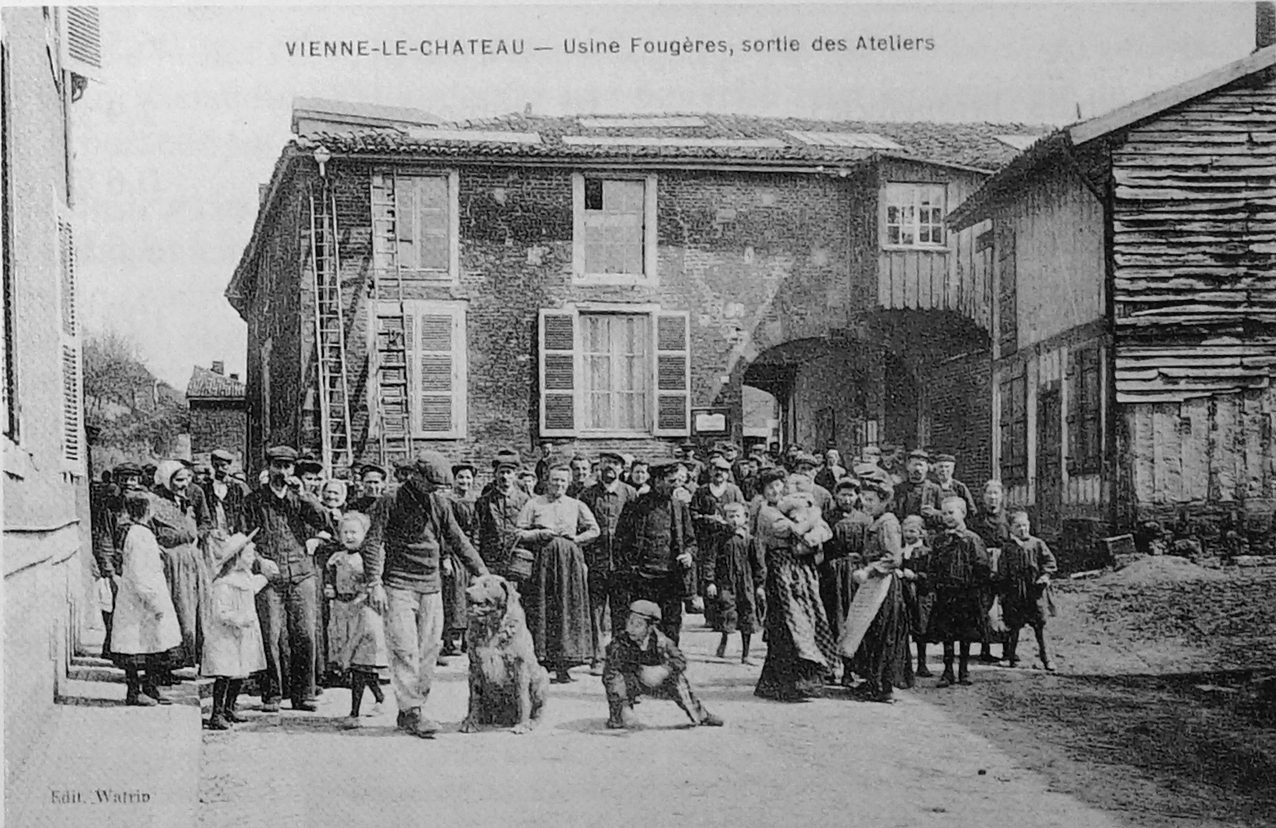
L'Usine Fougères, sortie des Ateliers
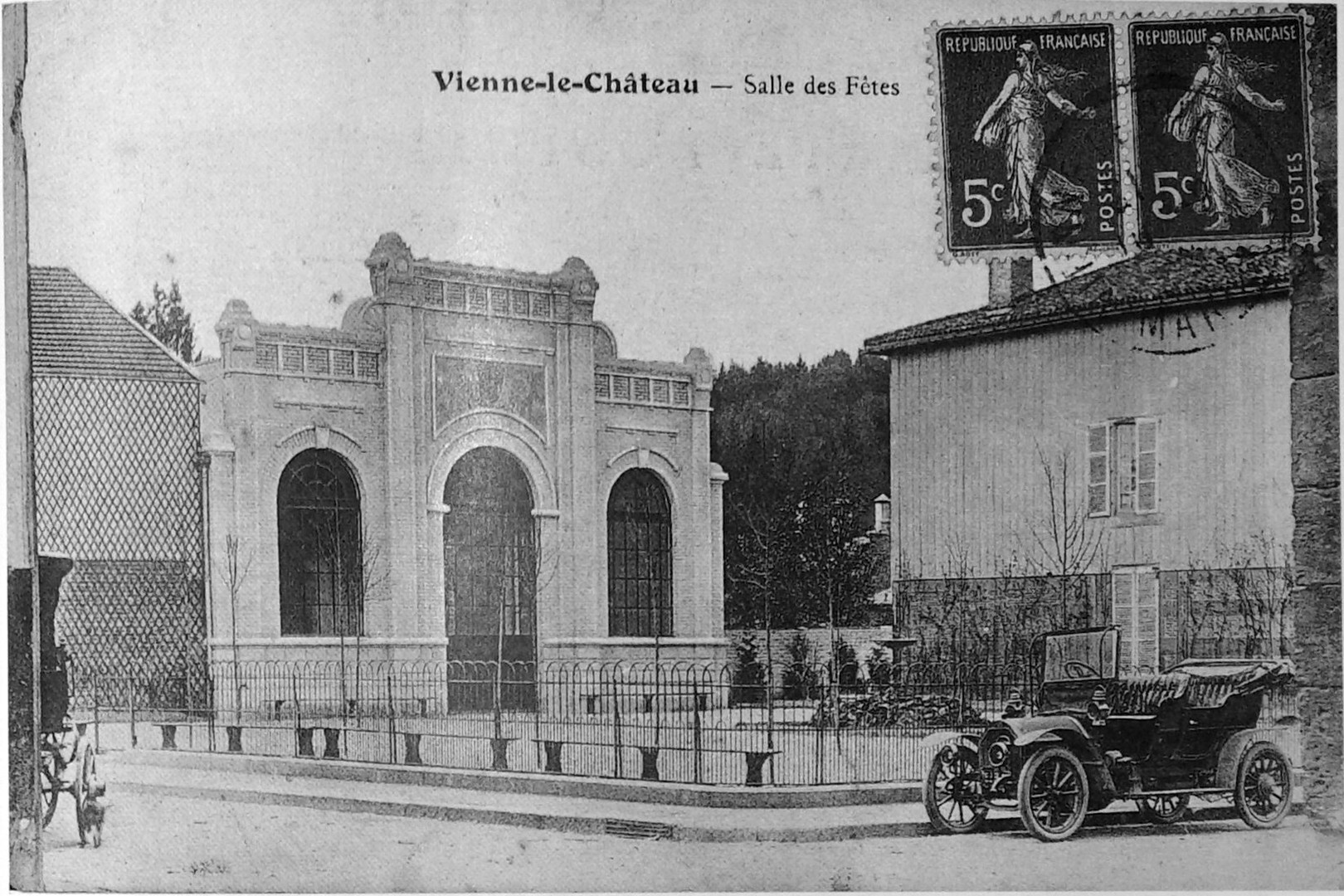
La salle des fêtes,
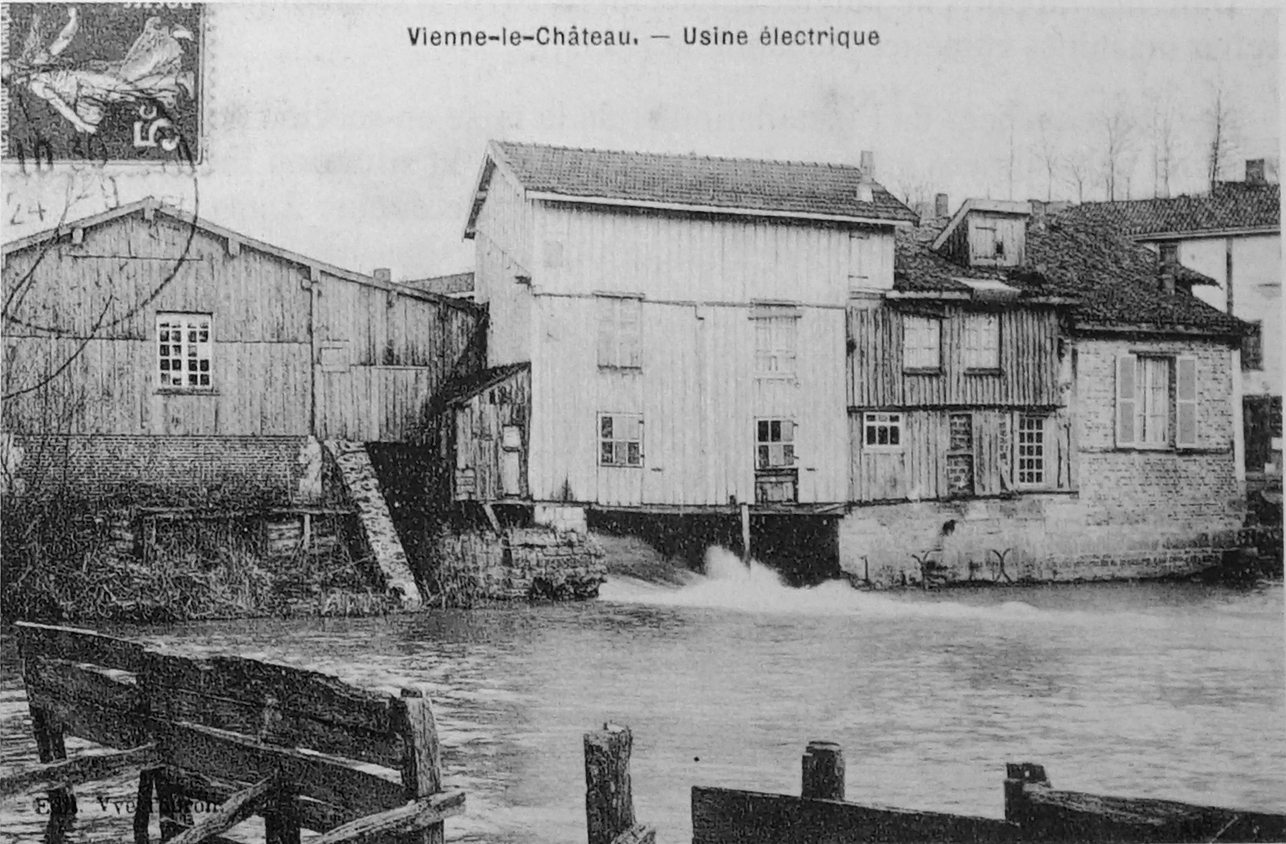
L'usine hydroélectrique.
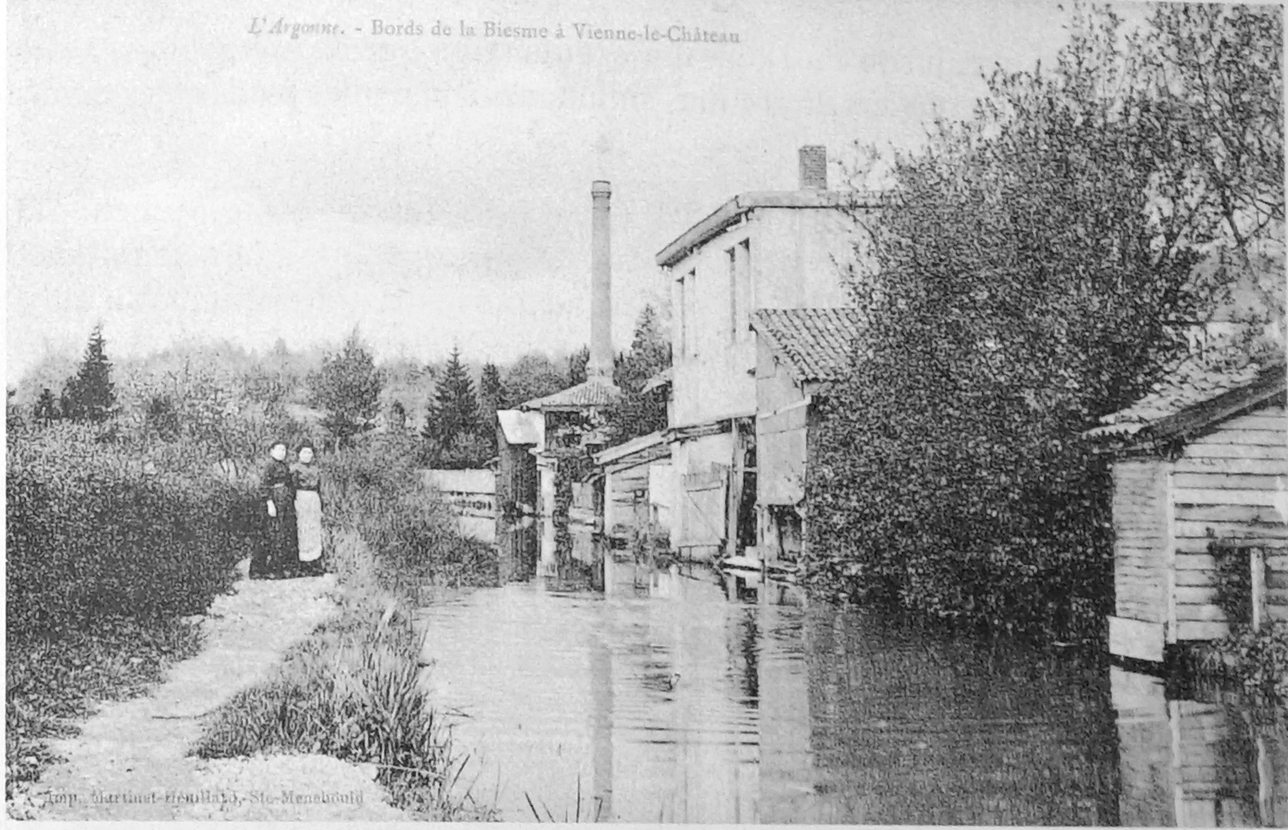
Bords de la Biesne

### Première Guerre mondiale
Pendant la Première Guerre mondiale, Vienne-le-Château était sur la ligne de front et fut le théâtre des assauts les plus meurtriers de la région. Le 11 novembre 2011, François Hollande s'est rendu à l'ossuaire du Bois de la Gruerie dans le cadre du 93e anniversaire de l'Armistice de 1918.
En particulier, le 11 août 1915, l'armée allemande parvient, après une forte préparation d'artillerie, a prendre quelques centaines de mètres de tranchées
Le village est considéré comme détruit à la fin de la guerre, et a  été décoré de la Croix de guerre 1914-1918, le 20 septembre 1920.

Vienne-le-Château pendant la Première Guerre mondiale
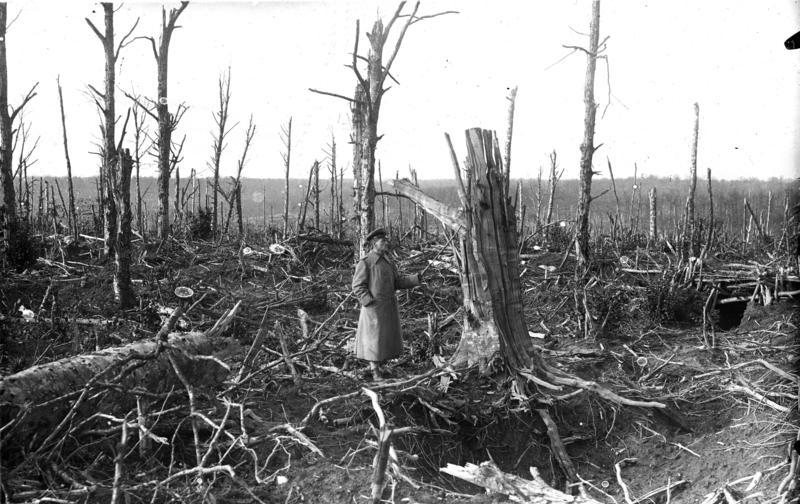
Vestiges d'un bois
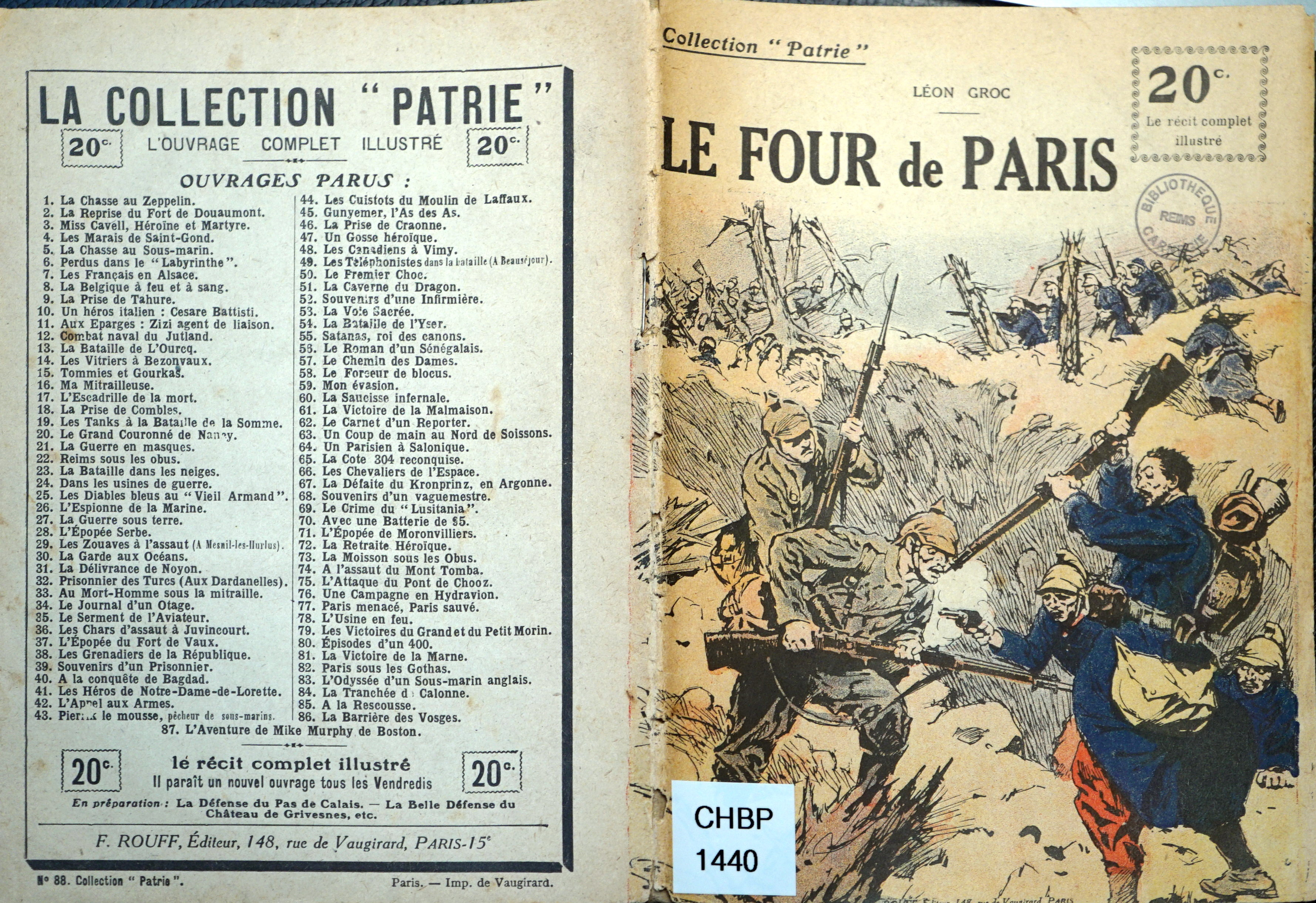
Combats de 1915 au Four de Paris dans la Collection Patrie.
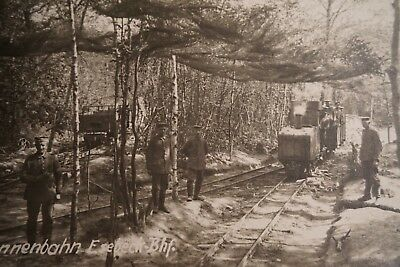
Chemin de fer militaire allemand
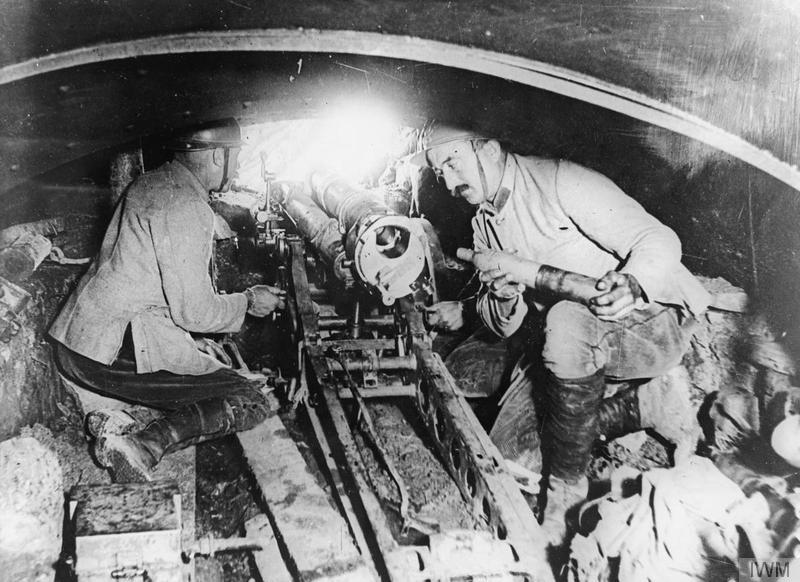
Canonniers français le 23 mai 1916
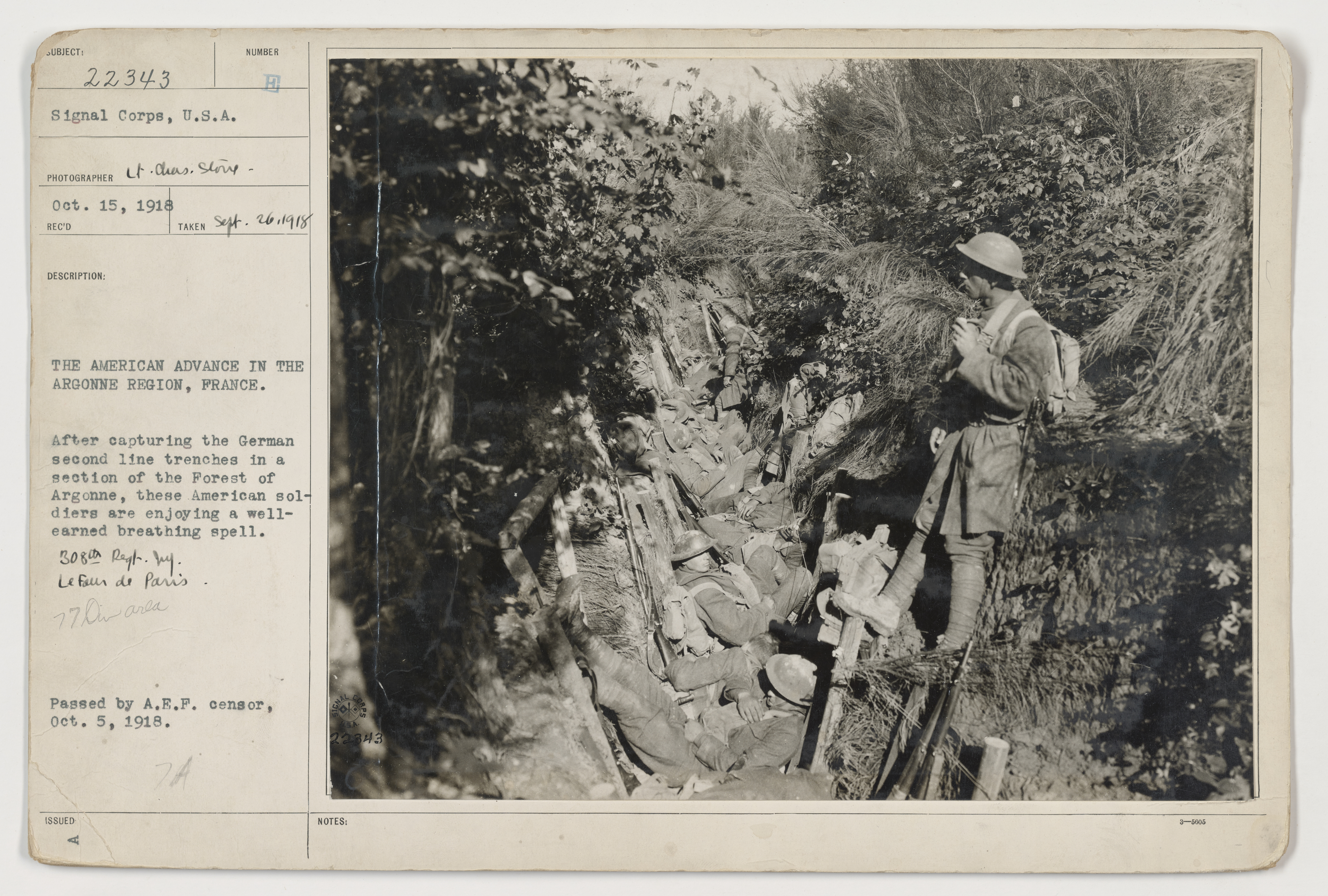
Soldat américain dans une tranchée, 26 septembre 1918

## Politique et administration

### Rattachements administratifs et électoraux

#### Rattachements administratifs
La commune se trouvait depuis 1940 dans l'arrondissement de Sainte-Menehould du département de la Marne. Par décret du 29 mars 2017,cet arrondissement  est supprimé et la commune est intégrée le 31 mars 2017 à l'arrondissement de Châlons-en-Champagne.
Elle faisait partie depuis 1801 du canton de Ville-sur-Tourbe. Dans le cadre du redécoupage cantonal de 2014 en France, cette circonscription administrative territoriale a disparu, et le canton n'est plus qu'une circonscription électorale.

#### Rattachements électoraux
Pour les élections départementales, la commune fait partie depuis 2014 du canton d'Argonne Suippe et Vesle
Pour l'élection des députés, elle fait partie de la quatrième circonscription de la Marne.

### Intercommunalité
La commune, antérieurement membre de la communauté de communes du canton de Ville-sur-Tourbe, est membre, depuis le 1er janvier 2014, de la CC de l'Argonne Champenoise.
En effet, conformément au schéma départemental de coopération intercommunale de la Marne du 15 décembre 2011, cette communauté de communes de l'Argonne Champenoise est issue de la fusion, au 1er janvier 2014, de : 

- la communauté de communes du Canton de Ville-sur-Tourbe ;

- de la Communauté de communes de la Région de Givry-en-Argonne ;

- et de la Communauté de communes de la Région de Sainte-Menehould.
Les communes isolées de Cernay-en-Dormois, Les Charmontois, Herpont et Voilemont ont également rejoint l'Argonne Champenoise à sa création.

### Liste des maires
| Période                                  | Période | Identité        | Étiquette | Qualité |
| ---------------------------------------- | ------- | --------------- | --------- | ------- |
| Les données manquantes sont à compléter. |         |                 |           |         |
|                                          | 1710    | Jacques Brulon. |           |         |

| Période                                  | Période                       | Identité               | Étiquette | Qualité |
| ---------------------------------------- | ----------------------------- | ---------------------- | --------- | --- |
| Les données manquantes sont à compléter. |                               |                        |           | |
|                                          | 1710                          | Jacques Brulon         |           | |
| 1977                                     | 2014                          | Bernard Rocha          | UMP       | Chef d'entreprise Président de la CC du canton de Ville-sur-Tourbe (1992 → 2013) Conseiller général de Ville-sur-Tourbe (1976 → 2015) |
| 2014,                                    | En cours (au 2 décembre 2020) | M. Dominique Schneider |           | Réélu pour le mandat 2020-2026, |

## Démographie
L'évolution du nombre d'habitants est connue à travers les recensements de la population effectués dans la commune depuis 1793. Pour les communes de moins de 10 000 habitants, une enquête de recensement portant sur toute la population est réalisée tous les cinq ans, les populations de référence des années intermédiaires étant quant à elles estimées par interpolation ou extrapolation. Pour la commune, le premier recensement exhaustif entrant dans le cadre du nouveau dispositif a été réalisé en 2005.

En 2022, la commune comptait 515 habitants, en évolution de −1,72 % par rapport à 2016 (Marne : −1,19 %, France hors Mayotte : +2,11 %).
| 1793  | 1800  | 1806  | 1821  | 1831  | 1836  | 1841  | 1846  | 1851  |
| ----- | ----- | ----- | ----- | ----- | ----- | ----- | ----- | ----- |
| 1 618 | 1 629 | 1 628 | 1 593 | 1 766 | 1 750 | 1 803 | 1 806 | 2 035 |

| 1856  | 1861  | 1866  | 1872  | 1876  | 1881  | 1886  | 1891  | 1896  |
| ----- | ----- | ----- | ----- | ----- | ----- | ----- | ----- | ----- |
| 1 720 | 1 826 | 1 896 | 1 850 | 1 816 | 1 754 | 1 582 | 1 545 | 1 402 |

| 1901  | 1906  | 1911  | 1921 | 1926 | 1931 | 1936 | 1946 | 1954 |
| ----- | ----- | ----- | ---- | ---- | ---- | ---- | ---- | ---- |
| 1 344 | 1 223 | 1 186 | 475  | 575  | 504  | 511  | 530  | 463  |

| 1962 | 1968 | 1975 | 1982 | 1990 | 1999 | 2005 | 2006 | 2010 |
| ---- | ---- | ---- | ---- | ---- | ---- | ---- | ---- | ---- |
| 524  | 550  | 511  | 565  | 609  | 625  | 608  | 597  | 562  |

| 2015 | 2020 | 2022 | - | - | - | - | - | - |
| ---- | ---- | ---- | - | - | - | - | - | - |
| 525  | 516  | 515  | - | - | - | - | - | - |

## Culture locale et patrimoine

### Lieux et monuments
- L'église Saint-Pierre-Saint-Paul[45] est de style flamboyant avec une façade décorée en 1728. Sa haute flèche fut reconstruite après la Première Guerre mondiale. Elle est classée monument historique en 1922[46]. L'orgue du facteur Claude Legros (fils), dont il ne reste que le buffet, date de 1747. L'instrument a été reconstruit en 1931 par Théodore Jacquot & Fils. Le buffet a été inscrit aux monuments historiques en 1974 puis classé en 1996[47].
- La chapelle Saint-Roch est construite au milieu du XVIIe siècle. En brique et pierre de taille, elle est couverte de lambris[48].

### Lieux de mémoire de la Première Guerre mondiale
- Le camp de la vallée Moreau, redécouvert par hasard en 1996. Ce camp d'arrière-ligne allemand de la Première Guerre mondiale est demeuré dans un très bon état de conservation. Il est actuellement en réhabilitation par un comité bénévole franco-allemand[49].
- La nécropole nationale de La Harazée, créée en 1915, avec l'ossuaire, rassemble 1 672 corps de soldats morts dans les combats du bois de la Gruerie et de la Harazée pendant la bataille de l'Argonne[50].
- L'ossuaire de La Gruerie, créé en 1923. L'ossuaire de la Gruerie rassemble 10 000 corps non identifiés de soldats tués lors de la bataille de l'Argonne, relevés dans le bois de la Gruerie et autour de la Biesme.

### Personnalités liées à la commune
- Jean de Bonnay de Breuille (1766-1818), colonel français de la Révolution et de l’Empire.
- Gabriel de Bonnay de Breuille (1771-1833), général de brigade français, frère du précédent.
- Joseph Vidal de la Blache (1872-1915), officier et historien militaire, chef de bataillon au 150e régiment d’infanterie tué au bois de la Gruerie le 29 janvier 1915. Son nom est inscrit au Panthéon parmi les 560 écrivains morts au combat pendant la Première Guerre mondiale.
- L'historien Marc Bloch (1886-1944) a séjourné à plusieurs reprises dans le village, proche du front, pendant la Première Guerre mondiale[51].
- Charles Compodonico (1888-1916), professeur et poète, mortellement blessé au Four-de-Paris, il figure au Panthéon parmi les 560 écrivains morts pour la France.

### Héraldique
| Blason de Vienne-le-Château | Blason  | Mi-parti : au premier d'azur semé de croisettes recroisetées d'or aux deux bars adossés du même, au second de gueules aux cinq annelets d'or ordonnés en sautoir. |
| Blason de Vienne-le-Château | Détails | Le statut officiel du blason reste à déterminer. |